# John Joseph Glynn
John Joseph Glynn (* 6. August 1926 in Boston; † 23. August 2004 in Milton) war Weihbischof im US-amerikanischen Militärordinariat.

## Leben
John Joseph Glynn empfing am 11. April 1951 die Priesterweihe. Johannes Paul II. ernannte ihn am 10. Dezember 1991 zum Weihbischof im US-amerikanischen Militärordinariat und Titularbischof von Monteverde.
Der Papst persönlich weihte ihn am 6. Januar des nächsten Jahres zum Bischof; Mitkonsekratoren waren Giovanni Battista Re, Substitut des Staatssekretariates, und Josip Uhač, Sekretär der Kongregation für die Evangelisierung der Völker.
Am 13. August 2002 wurde sein altersbedingten Rücktritt angenommen.